# Ludwig Rupp
Ludwig Rupp (* 23. Mai 1928 in Neumarkt in der Oberpfalz; † 28. Juli 2021 ebenda) war ein deutscher Politiker (CSU).
Rupp besuchte die Volksschule und die kaufmännische Berufsschule in Neumarkt, die er mit bestandener Kaufmannsgehilfenprüfung verließ. Später war er im Reichsarbeitsdienst sowie im Kriegsdienst tätig und saß für kurze Zeit in amerikanischer Kriegsgefangenschaft. 1947 war er Gründungsmitglied des Verbandes der Heimkehrer, dessen Kreisvorsitzender er langfristig blieb. Im selben Jahr stieg er zum hauptamtlichen Geschäftsführer der CSU für die Kreisverbände Neumarkt-Stadt und -Land, Parsberg, Beilngries und Riedenburg, später auch des Bezirksverbandes Oberpfalz auf.
1957 wurde Rupp zum Bundeswahlkreissekretär berufen. Ferner saß er im Vorstand des Europa-Bildungswerks Bayern. Von 1958 bis 1974 gehörte er dem Bayerischen Landtag an. Er wurde dabei stets direkt im Stimmkreis Beilngries, Parsberg, Riedenburg gewählt, zuletzt mit 79,8 Prozent der Stimmen. In seiner letzten Wahlperiode war er einer der Schriftführer im Landtag.

## Auszeichnungen
- 9. Juni 1969: Bayerischer Verdienstorden
- Landkreisverdienst-Medaille des Landkreises Parsberg
- 12. Mai 1993: Bundesverdienstkreuz am Bande
- 19. Dezember 1996: Goldene Stadt-Medaille der Stadt Neumarkt in der Oberpfalz
- 22. Dezember 2003: Landkreismedaille des Landkreises Neumarkt